# Lisa Rohde
Lisa Rohde, född den 12 augusti 1955 i Wakefield, Nebraska, är en amerikansk roddare.
Hon tog OS-silver i scullerfyra i samband med de olympiska roddtävlingarna 1984 i Los Angeles.